# Matimba (Tanzania)
Matimba è una circoscrizione rurale (rural ward) della Tanzania situata nel distretto rurale di Lindi, regione di Lindi. Conta una popolazione di 4 934 abitanti (censimento 2012).